# エフケイ (ドラッグストア)
株式会社エフケイは、埼玉県内を中心にドラッグストア「ドラッグエース」、調剤薬局「エース薬局」、訪問看護ステーション「エース訪問看護ステーション」を運営している企業である。
また、グループ会社でオリジナルのプライベートブランド品（化粧品やサプリメント）を開発し、近年ではEC事業など新事業展開を行っている。

## 店舗
ドラッグストア「ドラッグエース」は川越市、富士見市、朝霞市を中心に20店舗展開。ドラッグエース店舗のうち、3店舗にてファミリーマートとの提携店舗「ファミリーマート＋ドラッグエース」を運営している。
また、羽沢店、箭弓町店、岸町南店、中福岡店では100円ショップキャンドゥを併設した店舗を運営している。
調剤薬局「エース薬局」は埼玉県（9店舗）、東京都（2店舗）にて運営しており、地域の医師との連携を密にしながらの在宅専門調剤薬局も運営している。
訪問看護ステーション「エース訪問看護ステーション」は埼玉県内にて2店舗運営している。
その他、関連会社ではフィットネスクラブ『カーブス』を15店舗運営している。

## 沿革
- 1956年 - 狭山市にいりそ薬局を設立。
- 1956年　いりそ薬局設立
- 1988年　(株)エフケイ設立（ドラッグストア・調剤薬局）
- 2002年　(株)寿美屋設立（健康食品・化粧品製造販売）
- 2007年　フィットネス事業スタート
- 2012年　在宅医療事業スタート（在宅専門調剤センター開局）
- 2013年　(株)エフケイシー設立 （フィットネスクラブ事業を分社化）
- 2013年　コンビニ（ファミリーマート）コラボ店舗開店
- 2013年　100円ショップコラボ店舗開店
- 2015年　訪問看護ステーション開局
- 2016年　EC事業スタート
- 2022年　おそうじ事業スタート